# 马坝镇 (韶关市)
马坝镇，是中华人民共和国广东省韶关市曲江区下辖的一个镇。
该镇西南方狮子岩有新石器时代的人类遗迹马坝人遗址。

## 行政区划
马坝镇下辖以下地区：
中华路社区、府前路社区、安山路社区、朝阳路社区、东风路社区、城东社区、山子背社区、城南路社区、农场村、马坝村、阳岗村、安山村、龙岗村、水文村、新村、乐村坪村、山子背村、松山下村、演山村、转溪村、南华村、石堡村、小坑村和炉头村。

## 交通
- 京广铁路：山子背站、马坝站